# Малый чёрный флейтист
Малый чёрный флейтист (лат. Melampitta lugubris) — вид птиц семейства Melampittidae. Единственный вид в роде Melampitta. Распространён в Индонезии и Папуа-Новой Гвинее.
Птица длиной 17—18 см, массой 29—32 г, чёрного окраса, с длинными ногами и коротким хвостом. Половой диморфизм проявляется только в окраске радужной оболочки: у самцов она тёмно-красная, у самок — тёмно-коричневая.
Птицы строят куполообразное гнездо в лесах. Рацион питания состоит в основном из насекомых.